# Granulicella paludicola
Granulicella paludicola es una especie de  bacteria gramnegativa del género Granulicella. Fue descrita en el año 2010, es la especie tipo. Su etimología hace referencia a habitante del pantano. Es aerobia e inmóvil. Tiene un tamaño de 0,4-0,6 μm de ancho por 1,5-3,5 μm de largo. Forma colonias de color entre rosa y rojo. Catalasa y oxidasa positivas. Temperatura de crecimiento entre 2-33 °C, óptima de 18-22 °C. Es sensible a lincomicina y novobiocina. Resistente a ampicilina, kanamicina, cloranfenicol, gentamicina, estreptomicina y neomicina. Tiene un contenido de G+C de 57,4%. Se ha aislado del musgo Sphagnum en Obukhovskoe, región de Yaroslavl, Rusia. 